# Bas (Name)
Bas ist ein niederländischer männlicher Vorname sowie ein Familienname. 

## Herkunft und Bedeutung
Der Vorname ist eine eigenständige Kurzform von Sebastiaan, der niederländischen Variante des unter anderem im deutschsprachigen Raum verbreiteten Sebastian.

## Namensträger

### Vorname
- Bas Böttcher (* 1974), deutscher Schriftsteller und Slam-Poet
- Bas Bron (* 1974), niederländischer Musiker
- Bas Dost (* 1989), niederländischer Fußballspieler
- Bas Eickhout (* 1976), niederländischer Politiker
- Bas van Fraassen (* 1941), niederländischer Wissenschaftstheoretiker
- Bas Heymans (* 1960), niederländischer Comic-Zeichner
- Bas Kast (* 1973), deutscher Autor
- Bas Leenman (1920–2006), niederländischer reformierter Theologe
- Bas Leinders (* 1975), belgischer Rennfahrer
- Bas Paauwe (1911–1989), niederländischer Fußballspieler und -trainer
- Bas Roorda (* 1973), niederländischer Fußballtorhüter
- Bas Rutten (* 1965), niederländischer MMA-Kämpfer und -Kommentator
- Bas Sibum (* 1982), niederländischer Fußballspieler
- Bas van Velthoven (* 1985), niederländischer Schwimmer
- Bas Verwijlen (* 1983), niederländischer Degenfechter

### Familienname
- Bärbel Bas (* 1968), deutsche Politikerin (SPD) und Bundesministerin
- Cornelis Bas (1928–2013), niederländischer Pilzkundler
- Elisabeth Bas (1571–1649), niederländische Gastwirtin
- Giulio Bas (1874–1929), italienischer Komponist und Organist
- Héctor Bas (* 1951), puerto-ricanischer Wasserspringer
- José Bas (* 1952), spanischer Schwimmer
- Maurice Bas (* 1935), französischer Ruderer
- Noël Bas (1877–1960), französischer Turner
- Pablo Bas, argentinischer Komponist
- Philippe Bas (Musiker) (1953–2011), französischer Pianist
- Philippe Bas (Politiker) (* 1958), französischer Politiker
- Philippe Bas (Schauspieler) (* 1973), französischer Schauspieler
- Timur Bas (* 1994), österreichischer Basketballspieler

### Herrscher
- Bas (Bithynien) († 326 v. Chr.), Herrscher im 4. vorchristlichen Jahrhundert